# Papilio antimachus
Papilio antimachus is een vlinder uit de familie van de pages (Papilionidae).

## Kenmerken
Het is met een spanwijdte tussen de 180 en 230 millimeter de grootste vlinder uit Afrika. De kop en het borststuk zijn zwart met lichte, bijna witte vlekken. De kop telt tien vlekken, het borststuk vier bij het begin van de vleugels en nog een aantal op de zijkanten. Het achterlijf is bovenaan zwart en voor de rest kleikleurig. De onderzijde van de vleugels is lichtgrijs met zwarte vlekken. De bovenzijde van de vleugels gaat van zwart, over oker naar geel.

## Verspreiding en leefgebied
Papilio antimachus leeft in de tropische regenwouden van Centraal- en West-Afrika. Het verspreidingsgebied strekt zich uit over Angola, Kameroen, Congo-Kinshasa, Congo-Brazzaville, Gabon, Ghana, Ivoorkust, Liberia, Nigeria, Sierra Leone en Oeganda.

## Leefwijze
Het mannetje is een stuk groter dan het vrouwtje en kan in groepen op zoek naar nectar worden aangetroffen. De vrouwtjes laten zich minder zien, zij blijven vaak hoog boven de toppen van de bomen vliegen.
De vlinder heeft geen natuurlijke vijanden omdat hij zeer giftig is. Hij staat zelfs bekend als de giftigste van alle vlinders.